# Adriaan Reland
Adriaan Reland (även Adriaen Reeland/Reelant, lat. Hadrianus Relandus), född 17 juli 1676, De Rijp, Nederländerna, död 5 februari 1718, Utrecht. 
var en nederländsk forskare inom orientalistik, filologi och kartografi och är känd som den förste västerlänning som försökte beskriva Mellanösterns muslimska värld noggrant och objektivt och fick betydelse under upplysningstiden.

## Uppväxten
Adriaan Reland var son till Johannes Reland, en protestantisk pastor, och hustrun Aagje Prins i nordholländska byn De Rijp. Hans bror Peter (1678–1714), var en betydelsefull advokat i Haarlem. Reland studerade först latinska språk i Amsterdam från 11 års ålder och kom in på Universitetet i Utrecht som 13-åring för att studera vid teologiska och filosofiska fakulteterna och han hade ett speciellt intresse för hebreiska och kaldeiska. Genom den blivande Cambridgeprofessorn Heinrich Sike började han även fördjupa sig i arabiska, efter att ha erhållit doktorsgrad i Utrecht 1794.
Han flyttade efter 6 år till Leiden där han blev privatlärare åt sonen till Hans Willem Bentinck, earl av Portland. 

## Akademisk karriär
Adriaan Reland blev utnämnd till professor i fysik och metafysik vid universitetet i Harderwijk men redan 1701 blev han professor i orientaliska språk vid Universitetet i Utrecht. Detta utvidgades med en professur i judiska antiken. Han var en av de tidigaste orientalisterna.
Han blev känd för sina ingående islamiska studier och sin lingvistiska forskning. Han intresserade sig för de österländska myterna i relation till Gamla testamentet och studerade även persiska. Han publicerade ett arbete som berör östasiatiska myter, Dissertationum miscellanearum partes tres (1706–1708). Han fann kopplingen för malajiska spräk till västra Oceanien utifrån lexika skrivna av Willem Schouten och Jacob Le Maire. Dessutom skrev han nylatinsk poesi, Galatea, Lusus poetica.

## Forskning om Mellanöstern
Ett betydelsefullt verk var De religione mohammedica från 1705, som beskrev islam och även utkom i utökad version 1717. Detta verk var den första någorlunda objektiva och systematiska beskrivningen av islamisk tro och gudstjänstpraxis med arabiska texter och kommentarer som gjorts i väst. Det blev snabbt ett referensverk runt om i Europa och översattes till nederländska, engelska, tyska, franska och spanska. Genom sin ingående kunskap i Koranen kunde Reland tidigt ägna sig åt religionsdialog med muslimer.
Han gjorde grundlig forskning på Mellanösterns platser och för att skriva ytterligare verk som behandlar de semitiska folken i området Palestina. Han gav ut Antiquitates sacrae veterum Hebraeorum (1708) och Palaestina ex monumentis veteris illustrata (1714), där han redogör utförligt och systematiskt för demografin runt om i det heliga landet, jämte geografin.
Reland behöll sin professur hela livet och dog 1718 i Utrecht i smittkoppor.

## Verkslista i utdrag
- De religione Mohammedica libri duo. Utrecht 1705, utökad 1717 
  - nederländsk översättning: Verhandeling van de godsdienst der Mahometaanen, als mede van het krygs-regt by haar ten tyde van oorlog tegens de christenen gebruykelyk. Utrecht 1718
  - engelsk översättning: Of the Mahometan Religion, two books. London 1712
  - tysk översättning: Zwey Bücher von der Türkischen oder Mohammedischen Religion. Hannover 1716, 1717
  - fransk översättning: La Religion des Mahometans exposée par leurs propres Docteurs, avec des éclaircissemens sur les opinions qu'on leur a faussement attribuées. Den Haag 1721

- Palaestina ex monumentis veteribus illustrata, Utrecht, 1714 - en detaljerad geografisk översikt av bibliska Palestina [4]
  - nederländsk översättning: Palestina opgeheldert, ofte de gelegentheyd van het Joodsche land. Utrecht 1719

- Analecta rabbinica. Utrecht 1702, 1723
- Dissertationum miscellanearum partes tres. Utrecht 1706-1708, 3 Teile
- Antiquitates sacrae veterum Hebraeorum. Utrecht 1708, 3. uppl. 1717, 1741
- De nummis veterum Hebraeorum. Utrecht 1709
- Brevis introductio ad grammaticam Hebraeam Altingianam. Utrecht 2. uppl. 1710, 1722 (Google books)

- Galatea, Lusus poetica. Amsterdam 1701, 1724, 1735, 1739, 1747, 1809, Stuttgart 1845
- De natuurlyke wysgeer, of Het leven van Hai ebn Jokdan. Rotterdam 1701, övers. av Ibn Tufail's arabiska roman Hayy ibn Yaqdhan